# Factor X (Portugal)
Factor X é um talent-show português, baseado no original britânico da ITV, The X Factor. A competição musical tem como objetivo encontrar um novo talento na área da música, seja um cantor a solo ou um grupo. Os concorrentes são anónimos, selecionados a partir de castings abertos ao público. A versão original foi criada por Simon Cowell, produtor musical conhecido anteriormente por integrar o painel de jurados de programas como Pop Idol e American Idol. A versão portuguesa é produzida pela FremantleMedia Portugal, sendo emitida pela SIC.
A primeira edição estreou em setembro de 2013, com o painel de jurados constituído por Sónia Tavares, vocalista da banda The Gift, Paulo Junqueiro e Paulo Ventura, managers de artistas e produtores. Na segunda edição, houve adição de um novo elemento ao painel, Miguel Guedes, comentador televisivo e vocalista da banda Blind Zero. Ambas as edições foram apresentadas por João Manzarra, sendo na primeira edição acompanhado por Bárbara Guimarães e na segunda edição por Cláudia Vieira. Para além do episódio semanal, emitido aos domingos, o spin-off Minuto Factor X foi emitidos diariamente em ambas as edições, sendo apresentado por Carolina Torres na primeira edição e Raquel Strada na segunda. Para além deste, na primeira edição houve ainda dois spin-off exclusivos para utilizadores MEO: Factor Extra e Factor F, apresentados respetivamente por Carolina Torres e Tiago Silva.
O formato do programa consiste numa série de eliminatórias consecutivas: primeiro, decorrem castings por elementos da produção, sendo esta a única fase não-emitida em televisão. Seguem-se então três fases consecutivas de seleção: a audição pelo júri com uma plateia ao vivo, o bootcamp e a fase final eliminatória. Os concorrentes são divididos em categorias durante as eliminatórias, sendo que cada categoria é coordenada por um dos elementos do júri. Cada jurado tem o encargo de escolher os finalistas da sua categoria, que passam à fase de galas, onde culmina o programa.
Houve dois vencedores até à data: Berg e Kika Cardoso. Têm em comum o facto de ambos terem vencido enquanto membros da categoria Adultos.

## Formato

### Fases
- Fase 1: Audições com os produtores
- Fase 2: Audições dos Júris - na arena (1-2)
- Fase 3: Bootcamp – uma série de desafios e Desafio das Cadeiras (series 1-)
- Fase 4: Casa dos Júris – pré-gravados (1–)
- Fase 5: Galas em direto (1-)

## Descrição geral
Até à data, duas séries têm sido transmitido, conforme resumido abaixo.
     Candidato (ou mentor) na categoria dos "Rapazes"

     Candidato (ou mentor) na categoria dos "Raparigas" 

     Candidato (ou mentor) na categoria dos  "Jovens" 

     Candidato (ou mentor) na categoria dos  "Grupos" 

     Candidato (ou mentor) na categoria dos "Adultos +25"
| Edição | Estreia               | Final                  | Vencedor     | 2.º Lugar     | 3.º Lugar   | Mentor Vencedor | Apresentador  | Apresentador      | Patrocinador | Júris         | Júris         | Júris         | Júris           |
| ------ | --------------------- | ---------------------- | ------------ | ------------- | ----------- | --------------- | ------------- | ----------------- | ------------ | ------------- | ------------- | ------------- | --------------- |
| 1      | 6 de Outubro de 2013  | 9 de Fevereiro de 2014 | Berg         | Mariana Rocha | D8          | Sónia Tavares   | João Manzarra | Bárbara Guimarães | OLX          | Sónia Tavares | Pedro Ventura | Pedro Ventura | Paulo Junqueiro |
| 2      | 7 de setembro de 2014 | 31 de dezembro de 2014 | Kika Cardoso | Rúben Mendes  | Inês Morais | Paulo Junqueiro | João Manzarra | Cláudia Vieira    | Coca-Cola    | Sónia Tavares | Paulo Ventura | Miguel Guedes | Paulo Junqueiro |

| Apresentadores    | 1.ª Edição | 2.ª Edição | Ano         |
| ----------------- | ---------- | ---------- | ----------- |
| João Manzarra     | X          | X          | 2013 - 2014 |
| Bárbara Guimarães | X          |            | 2013 - 2014 |
| Cláudia Vieira    |            | X          | 2014        |

## Sumário das Edições
| Edição | Ano (s)   | Vencedores   | Vencedores      | Vencedores  | 2ºLugar       | 2ºLugar     | 3ºLugar     | 3ºLugar   | Apresentadores | Apresentadores    | Patrocinadores | Jurados (por ordem da cadeira) | Jurados (por ordem da cadeira) | Jurados (por ordem da cadeira) | Jurados (por ordem da cadeira) |
| Edição | Ano (s)   | Concorrente  | Mentor          | Categoria   | Concorrente   | Categoria   | Concorrente | Categoria | Apresentadores | Apresentadores    | Patrocinadores | 1                              | 2                              | 3                              | 4                              |
| ------ | --------- | ------------ | --------------- | ----------- | ------------- | ----------- | ----------- | --------- | -------------- | ----------------- | -------------- | ------------------------------ | ------------------------------ | ------------------------------ | ------------------------------ |
| 1      | 2013-2014 | Berg         | Sónia Tavares   | Adultos +25 | Mariana Rocha | Jovens      | D8          | Jovens    | João Manzarra  | Bárbara Guimarães | OLX            | Sónia Tavares                  | Pedro Ventura                  | Pedro Ventura                  | sem 4ª cadeira                 |
| 2      | 2014      | Kika Cardoso | Paulo Junqueiro | Adultos +25 | Rúben Mendes  | Adultos +25 | Inês Morais | Raparigas | João Manzarra  | Cláudia Vieira    | Coca-Cola      | Sónia Tavares                  | Pedro Ventura                  | Miguel Guedes                  | Paulo Junqueiro                |

## Categorias dos mentores e finalistas
Na primeira edição, o painel de jurados foi composto por apenas três elementos: a cantora e vocalista da banda The Gift, Sónia Tavares e os managers de artistas e produtores, Paulo Junqueiro e Paulo Ventura. Foram então utilizadas apenas três categorias de concorrentes, os "Jovens", "Adultos" e "Grupos".
Na segunda edição, Miguel Guedes foi anunciado como o quarto jurado do formato. A categoria "Jovens" foi então dissociada em duas outras, "Rapazes" e "Raparigas", ficando as duas outras categorias semelhantes à edição original.
Em cada edição, a cada jurado é atribuída uma categoria para mentorar e escolhe três/quatro concorrentes para avançar para os shows ao vivo. A seguinte tabela mostra, para cada edição, a categoria atribuída a cada mentor e os concorrentes que prosseguiram para as galas.
Key:
     – Mentor/Categoria vencedora. Os vencedores estão em negrito, os competidores eliminados em fonte pequena.
| Edição | Paulo Junqueiro                                                     | Sónia Tavares                                                   | Paulo Ventura                                     | —                                                               |
| ------ | ------------------------------------------------------------------- | --------------------------------------------------------------- | ------------------------------------------------- | --------------------------------------------------------------- |
| 1      | Jovens Mariana Rocha D8 Diogo Santos Rita Cabreira Mafalda Gomes    | Adultos +25 Berg José Freitas Sara Jair Daduh King              | Grupos Aurora Cupcake X4U Yeah!Land Netas do Fado | —                                                               |
| Edição | Paulo Junqueiro                                                     | Sónia Tavares                                                   | Paulo Ventura                                     | Miguel Guedes                                                   |
| 2      | Adultos +25 Kika Cardoso Rúben Mendes Jorge Baptista Lúcia Mourinho | Rapazes João Duarte Júnior Oliveira Matheus Paraízo Rúben Pires | Grupos Babel P.Y.T. POP4ROC XTAG                  | Raparigas Inês Morais Mimi Froes Isabela Nóbrega Marta Carvalho |